# Tívoli
Tívoli, antigua Tibur, es una ciudad italiana de la provincia de Roma, en la región del Lacio. Se ubica en la margen izquierda del río Aniene (antiguo Anio), al noreste de Roma. Fue una localidad romana de gran belleza por su paisaje agreste, de bosques escalonados y cascadas, lo que le daba un clima más fresco que Roma. Se convirtió en lugar favorito de veraneo en los tiempos del Imperio romano. En ella tuvieron sus villas muchos personajes romanos, entre los que cabe mencionar al emperador Adriano y al poeta Quinto Horacio Flaco. Las modernas obras hidráulicas de captación de agua desecaron muchos de los viejos manantiales y el paisaje del lugar ha variado sensiblemente.

## Historia
Su nombre latino, Tibur, originó el actual. Estaba a un lado del llamado monte Ripoli y se extendía desde el Anio hasta el monte Catillo, en la parte norte del río donde se formaba una famosa cascada, si bien la ciudad estaba principalmente en la parte sur y quedaba rodeada por el Aniene (Anio). La topografía de la zona cambió después del desastre natural del año 105, mencionado por Plinio el Joven, cuando el río se salió de su cauce. Otra cascada destacada era la de Cascatelle, al oeste de la ciudad. En sus alrededores, entre otras materias primas, había una piedra llamada actualmente Travertino, que fue muy usada en Roma; aún existen restos de las antiguas canteras. El Coliseo y la basílica de San Pedro de Roma están hechos con dicho material.
Tibur fue fundada antes que Roma, según Dionisio de Halicarnaso por los sículos, que supuestamente fueron expulsados por Tiburtis, Coras y Catilus II, hijos de Catilus I y nietos de Anfiarao, rey de Tebas y profeta que habría vivido unos cien años antes de la guerra de Troya. Tiburtis habría dado su nombre a la ciudad. La ciudad tenía un territorio reducido. Las poblaciones de Empulum (actual Ampiglione) a unos 6 km, y Sasula a unos 10 km, le pertenecían (ambas en dirección noreste en el valle de Siciliano), y seguramente alguna más. Tibur era (según Plinio el Viejo) una ciudad sabina y hacía frontera con otros territorios sabinos, probablemente por el Aniene, que fue elegido como límite por Augusto, pero según Tácito, la ciudad de Sublaqueum (moderna Subiaco), más allá del río, también pertenecía a Tibur.
La primera vez que se menciona Tibur en la historia es en 446 a. C., cuando Claudio, instrumento del decenviro Appio, se exilió allí. En 357 a. C. los tiburtinos cerraron las puertas a los cónsules romanos C. Sulpicius y C. Licinius Calvus, que volvían de una victoriosa expedición contra los hérnicos, y eso fue aprovechado por Roma para declarar la guerra. Las hostilidades duraron hasta la invasión de los galos, cuando se acordó una tregua temporal. Los galos cruzaron el Aniene y entraron en territorio romano, con ayuda de los tiburtinos. Rechazados por Mali Torcuato, el cónsul C. Potelio fue enviado contra Tibur al año siguiente, pero los galos volvieron y ayudaron a los tiburtinos. Antes de esta emergencia Q. Servilio Ahala fue nombrado dictador de Roma; los galos volvieron a avanzar contra la ciudad y se libró una gran batalla en Porta Colina a la vista del pueblo; los galos fueron derrotados y huyeron a Tibur donde se refugiaron. Allí fueron atacados por el cónsul Potelio, y expulsados de la ciudad junto con la población local. Potelio recibió los honores del triunfo, pero los tiburtinos volvieron a la ciudad y alegaron que los romanos no les habían ganado en una batalla noble en campo abierto; al año siguiente los tiburtinos atacaron Roma de noche, pero fueron rechazados por los ejércitos romanos que salieron por diferentes puertas. La guerra continuó unos años más.
En 350 a. C. el cónsul romano, M. Popilius, devastó el territorio de Tibur y en 349 a. C. Valerius Poplicola ocupó Empulum. En 348 a. C., M. Fabius Ambustus ocupó Sassula, y Tibur, que ya había perdido todo su territorio, se sometió. Fabius obtuvo los honores del triunfo. No demasiados años después los tiburtinos se unieron a la Liga latina contra Roma, y cuando la liga fue derrotada, se aliaron con Praeneste y Velitres en la defensa de Pedum. En 335 a. C. fueron completamente derrotados por el cónsul L. Furius Camilus, bajo las murallas de Pedum, y rechazando una salida de los defensores, la tomó escalando las murallas. Así todo el Latium quedó dominado y Tibur ya no volvió a levantarse contra Roma. Camilus obtuvo los honores del triunfo y una estatua ecuestre en el Foro (honor poco frecuente en la época). Seguidamente el senadoconsulto que decidió la suerte del Latium, trató duramente a Tibur, Praeneste y sobre todo a Velitres, ciudades que habían sido aliadas de los galos; parte de su territorio fue anexionado, pero no fueron incorporados a la ciudadanía romana como el resto.

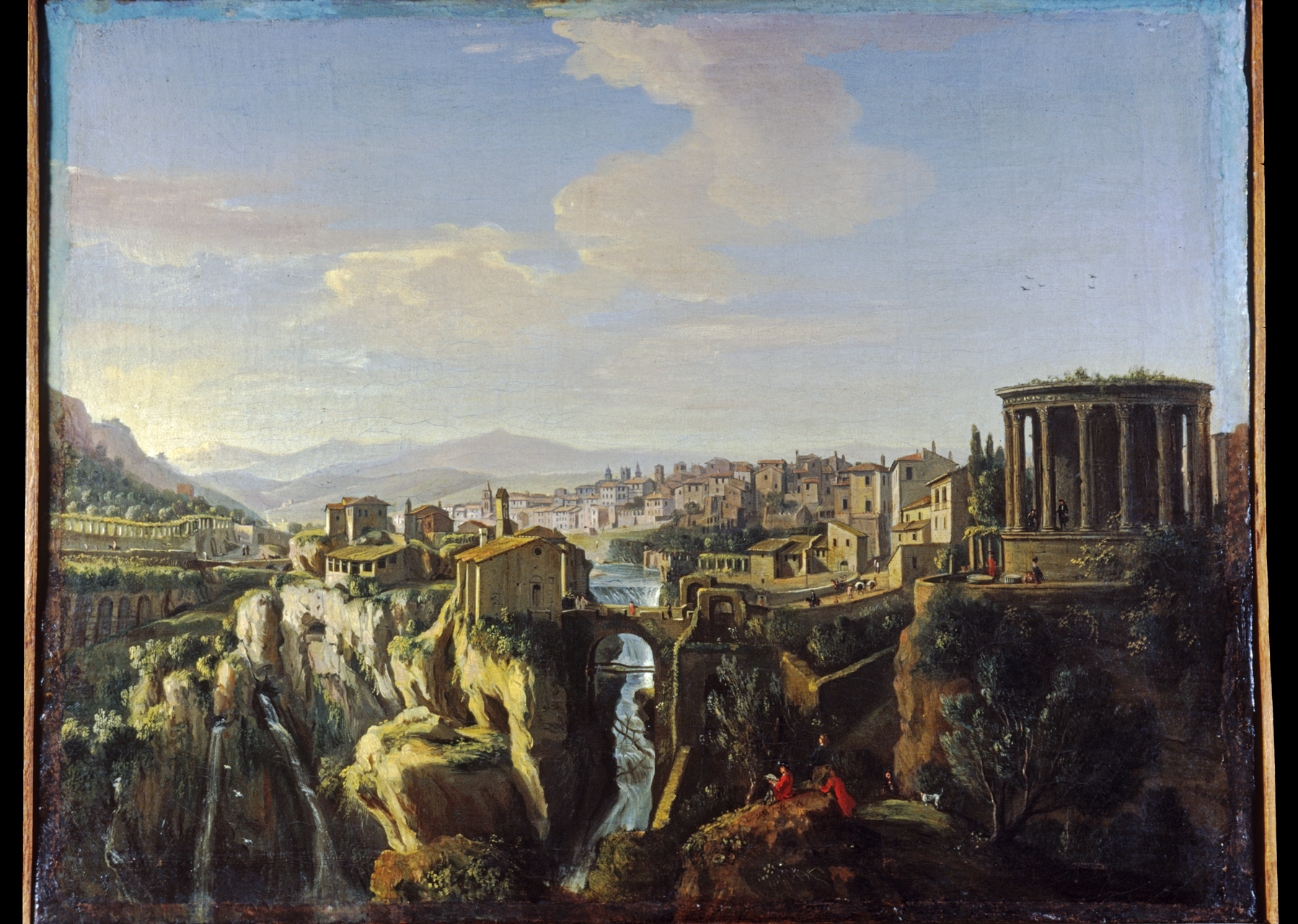
Tívoli hacia 1700 en una pintura de Gaspar van Wittel

Continuaron nominalmente como ciudades independientes y los romanos podían ir allí al exilio, como pasó en 310 a. C., cuando los tibicios se refugiaron allí huyendo de los censores que les habían tomado el dinero que ellos dedicaban al templo de Júpiter; este exilio impedía los sacrificios y otras ceremonias que no se podían hacer sin ellos. Roma envió embajadores a Tibur pidiendo el retorno de los fugitivos, pero la nominal independencia de la ciudad no fue puesta en cuestión. Los tiburtinos consideraron prudente cooperar, pero no directamente, sino que emborracharon a los tibicinos y mientras dormían les enviaron a Roma. Tibur disfrutó de un derecho de asilo que se ejerció durante la república (Cinna se refugió en Tibur después de la muerte de César). En 201 a. C. murió en la ciudad el rey Sifax de Numidia, dos años después de ser capturado.
Durante la guerra Social se cree, por una inscripción, que Tibur fue admitida en la ciudadanía romana junto con otras ciudades latinas y etruscas y dejó de ser nominalmente independiente. Si Tibur fue admitida antes de la guerra civil de Mario y Sila, este último seguramente la privó cuando lo hizo con el resto de municipalidades, menos Anagnia, pero seguramente la recuperó a la caída del dictador. Octavio Augusto se apoderó del tesoro del templo de Hércules durante su guerra contra Lucio Antonio, la misma suerte que corrieron otros templos de Roma y alrededores. Durante el Imperio romano vivió en la ciudad la reina Zenobia después de su destronamiento.
Ya no se tienen noticias hasta el siglo VI, durante la llamada guerra gótica, cuando, asediada Roma por Vitiges, Belisario situó una fuerza de 500 hombres en Tibur, y después estableció allí una guarnición formada por montañeses isáuricos. Durante el reinado de Totila, sucesor de Vitiges, un grupo de tiburtinos introdujeron a los godos en la ciudad aprovechando la noche y los isaurios huyeron y los godos hicieron una matanza en la ciudad. Gran parte de la ciudad resultó destruida; Totila se retiró a la ciudad, después de ser rechazado ante Roma, y reconstruyó la fortaleza.

## Monumentos

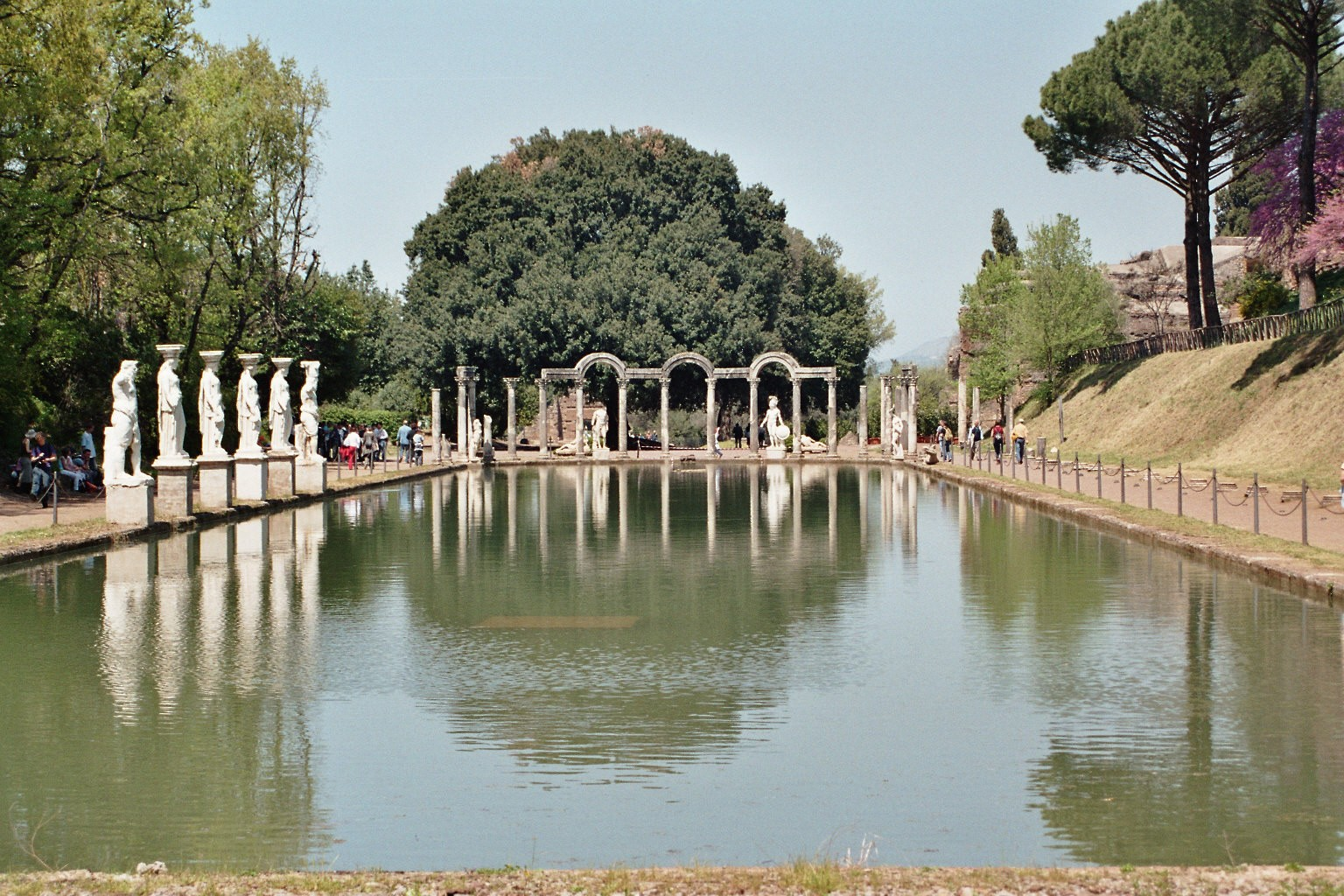
Villa Adriana, declarada Patrimonio de la Humanidad.

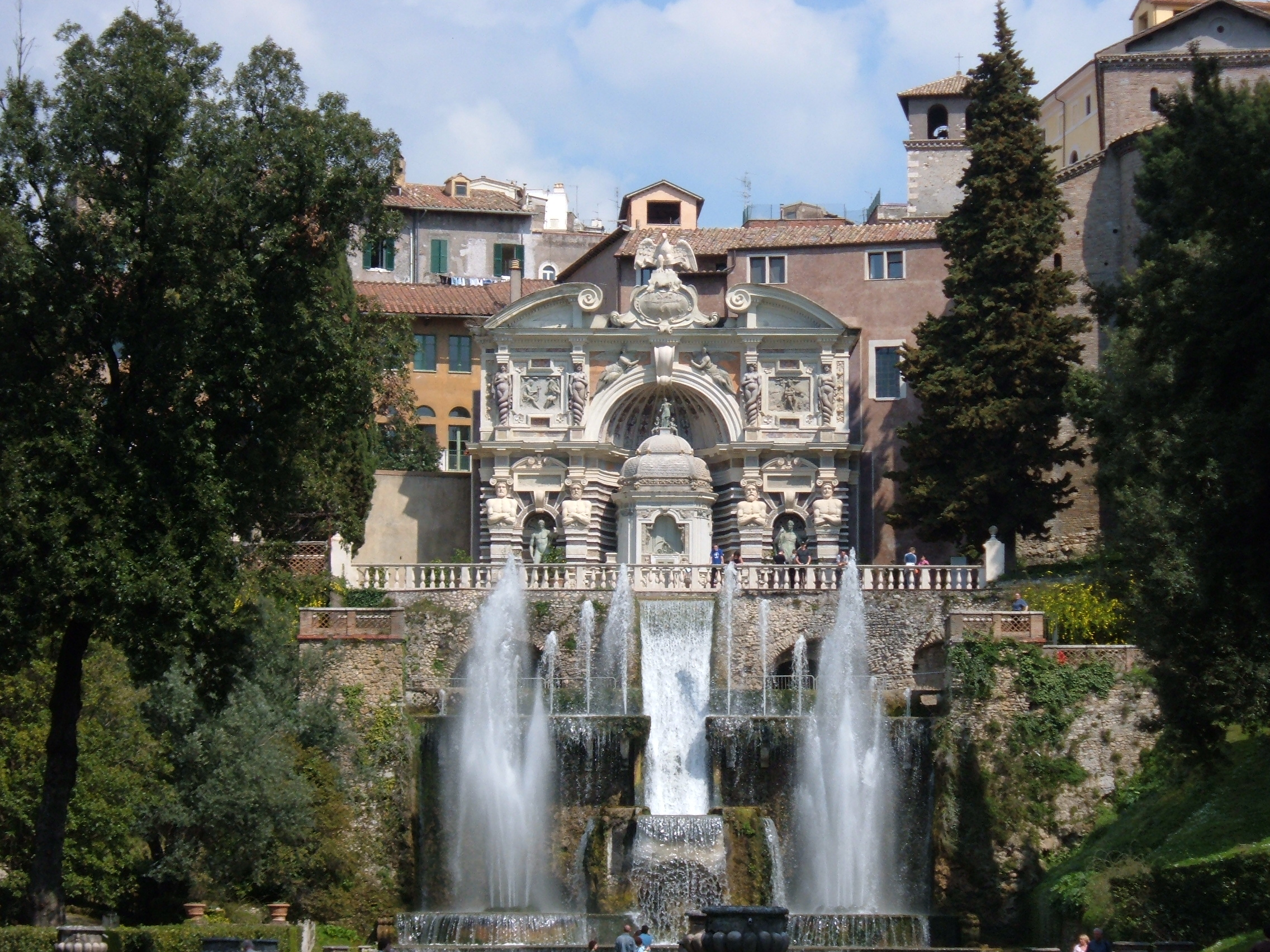
Villa de Este, declarada Patrimonio de la Humanidad. La fuente de Neptuno (en primer plano) y el órgano de agua (en el fondo) en los jardines de la villa.

Quedan algunos restos de la antigua ciudad. Dos templos, el de Sibila y el de Drusila están en el barrio llamado Castro Vetere; quedan también restos de las murallas y la puerta hacia Roma. Se decía que en Tibur había una sibila, que predijo al emperador Augusto el nacimiento de un Mesías. Este suceso fue representado con relativa frecuencia por artistas del Renacimiento, como Parmigianino.
Desde la iglesia de la Annunziata hacia la llamada Villa de Este, hasta la puerta de Santa Croce, se halla la ciudadela que fue construida por Pio II en el lugar del antiguo anfiteatro. En el Aniene había dos puentes; desde la iglesia de San Clemente (fuera de la antigua ciudad) hasta la de San Vicenzo, dentro de la ciudad, se hallan restos de baños.
La puerta de San Juan es mucho más moderna y tiene cerca la iglesia de San Bartolommeo, cerca de la cual están los restos de un sepulcro imperial. El puente de San Martino es relativamente moderno. Quedan restos de la puerta Romana o del Colle, de tiempos de Sila. Los nombres de las puertas no se conocen, excepto la puerta Reatina donde comenzaba el acueducto Anio Vetus.
También hay que mencionar los restos de los templos de Hércules, de Vesta y de Tussis (este último fuera de la ciudad, en la Via tiburtina  y que fue usado en la Edad Media como iglesia), y las villas de Mecenas y Varrón entre otros. Muy pocos restos más se han conservado, y solo cabe mencionar algún opus reticulatum et lateritium, cerca de la iglesia de Santa Andrea con algunas columnas corintias y el pedestal de la estatua de Furius Maecius Graccus con una inscripción que hace creer que participó en el embellecimiento de los baños y que, por tanto, los baños termales estaban allí.
Se sabe que el foro estaba cerca de la catedral, y ocupaba el lugar de la Piazza dell'Ormo. El criptopórtico se llama ahora Porto di Ercole y está en la calle del Poggio.
Hércules era el principal dios. En la ciudad había también un oráculo. Fuera de la ciudad se hallan restos de los acueductos del Anio Vetus, Aqua Marcia, y Aqua Claudia. Las ruinas de la suntuosa Villa de Adriano, que fue declarada Patrimonio de la Humanidad por la Unesco en 1999, está a unos 3 km al sur de la ciudad. Otra villa importante es la de la Gens Casia en el barrio hoy llamado Carsiano, corrupción de Casiano, que es el nombre que la Gens Casia tenía en el siglo X, residencia esplendorosa con muchas estatuas, algunas de las cuales (compradas por Pío VI) adornan hoy la Ciudad del Vaticano.
El templo de Vesta se encuentra al final del camino que cruza Villa Gregoriana, un parque encargado por el papa Gregorio XVI en 1835 en el cauce del río Aniene. El parque está compuesto por senderos rodeados de bosques y las gargantas y cascadas del río.

## Evolución demográfica
| Gráfica de evolución demográfica de Tívoli entre 1861 y |
|                                                         |
| Fuente ISTAT - elaboración gráfica de Wikipedia         |

## Geografía

### Clima
Como la mayoría de Italia, Tivoli tiene clima mediterráneo con inviernos fríos y húmedos, y veranos cálidos y secos. 
| Parámetros climáticos promedio de Tivoli | Parámetros climáticos promedio de Tivoli | Parámetros climáticos promedio de Tivoli | Parámetros climáticos promedio de Tivoli | Parámetros climáticos promedio de Tivoli | Parámetros climáticos promedio de Tivoli | Parámetros climáticos promedio de Tivoli | Parámetros climáticos promedio de Tivoli | Parámetros climáticos promedio de Tivoli | Parámetros climáticos promedio de Tivoli | Parámetros climáticos promedio de Tivoli | Parámetros climáticos promedio de Tivoli | Parámetros climáticos promedio de Tivoli | Parámetros climáticos promedio de Tivoli |
| Mes                                      | Ene.                                     | Feb.                                     | Mar.                                     | Abr.                                     | May.                                     | Jun.                                     | Jul.                                     | Ago.                                     | Sep.                                     | Oct.                                     | Nov.                                     | Dic.                                     | Anual                                    |
| ---------------------------------------- | ---------------------------------------- | ---------------------------------------- | ---------------------------------------- | ---------------------------------------- | ---------------------------------------- | ---------------------------------------- | ---------------------------------------- | ---------------------------------------- | ---------------------------------------- | ---------------------------------------- | ---------------------------------------- | ---------------------------------------- | ---------------------------------------- |
| Temp. máx. media (°C)                    | 12.3                                     | 13.8                                     | 16                                       | 19.1                                     | 23.6                                     | 27.8                                     | 31.6                                     | 31.3                                     | 27.6                                     | 22.5                                     | 16.9                                     | 13.3                                     | 21.3                                     |
| Temp. mín. media (°C)                    | 1.9                                      | 2.9                                      | 4.5                                      | 7                                        | 10.4                                     | 14                                       | 16.4                                     | 16.6                                     | 14.1                                     | 10.2                                     | 6.2                                      | 3.2                                      | 8.9                                      |
| Precipitación total (mm)                 | 73.7                                     | 73.7                                     | 61                                       | 66                                       | 55.9                                     | 43.2                                     | 27.9                                     | 45.7                                     | 71.1                                     | 88.9                                     | 104.1                                    | 86.4                                     | 797.6                                    |
| Fuente: 26 de marzo de 2009              |                                          |                                          |                                          |                                          |                                          |                                          |                                          |                                          |                                          |                                          |                                          |                                          |                                          |

## Personajes históricos
- Simplicio o Simplicius (f. 483), papa italiano
- Giovanni María Nanino (1544-1607), pintor.